# Lincéstida

Lincéstida na Macedónia ocidental

Lincéstida ou Linco (em grego clássico: Λυγκηστίς; romaniz.: Lynkēstís – trad.: “terra do lince”) foi uma antiga região da Macedónia, situado a oeste do Boteia, entre a Pelagônia (norte) e Elimeia (sul).[carece de fontes?]
A região não era governada por nativos; um dos reis de origem estrangeira foi Arrabeu, um baquíada, o avô materno de Eurídice, a mãe de Filipe II da Macedónia.
Havia fontes de água ácida na Lincéstida.